# Dietschiberg

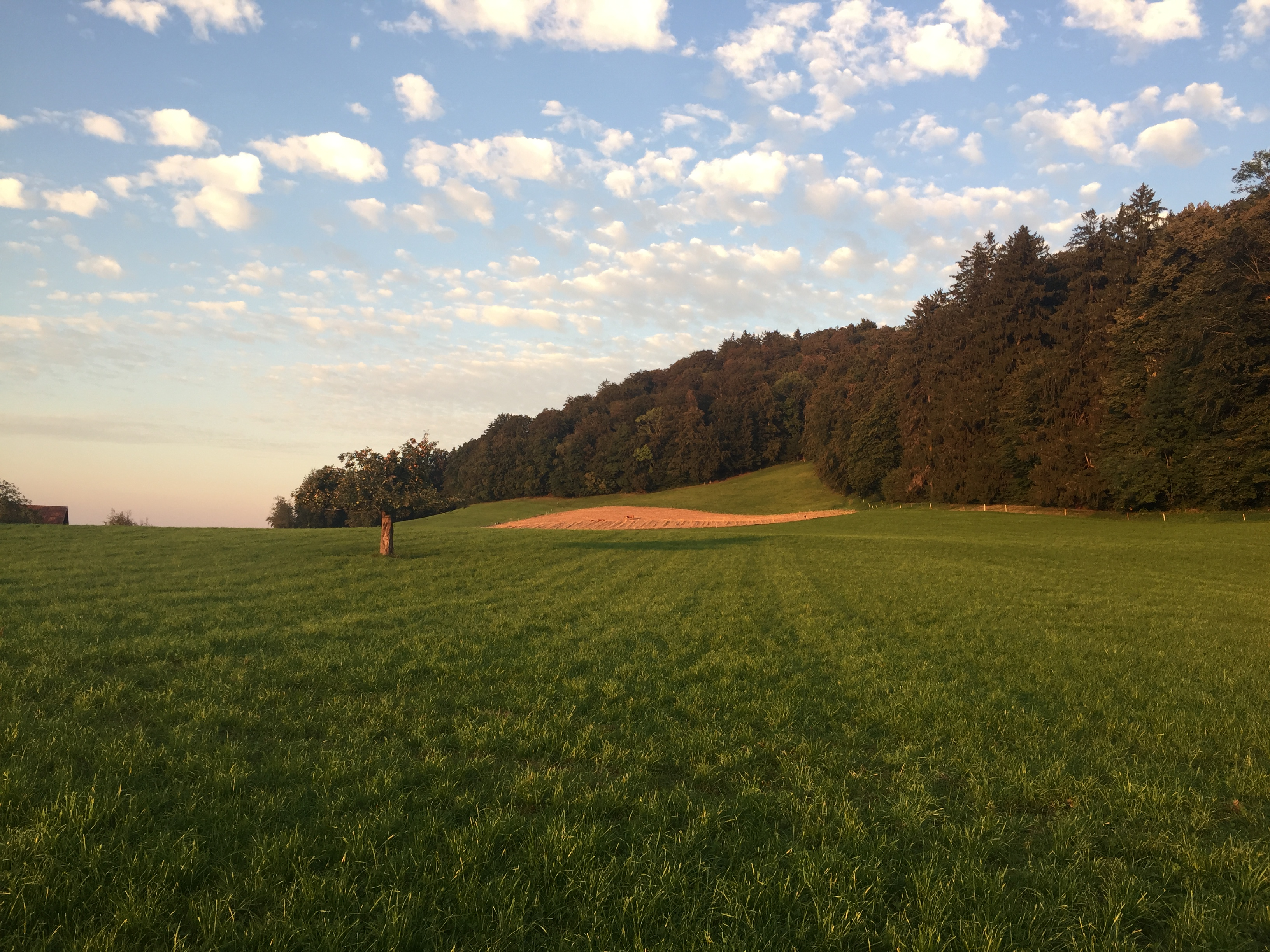
Landwirtschaftliche Nutzung am Dietschiberg bei Lamperdingen

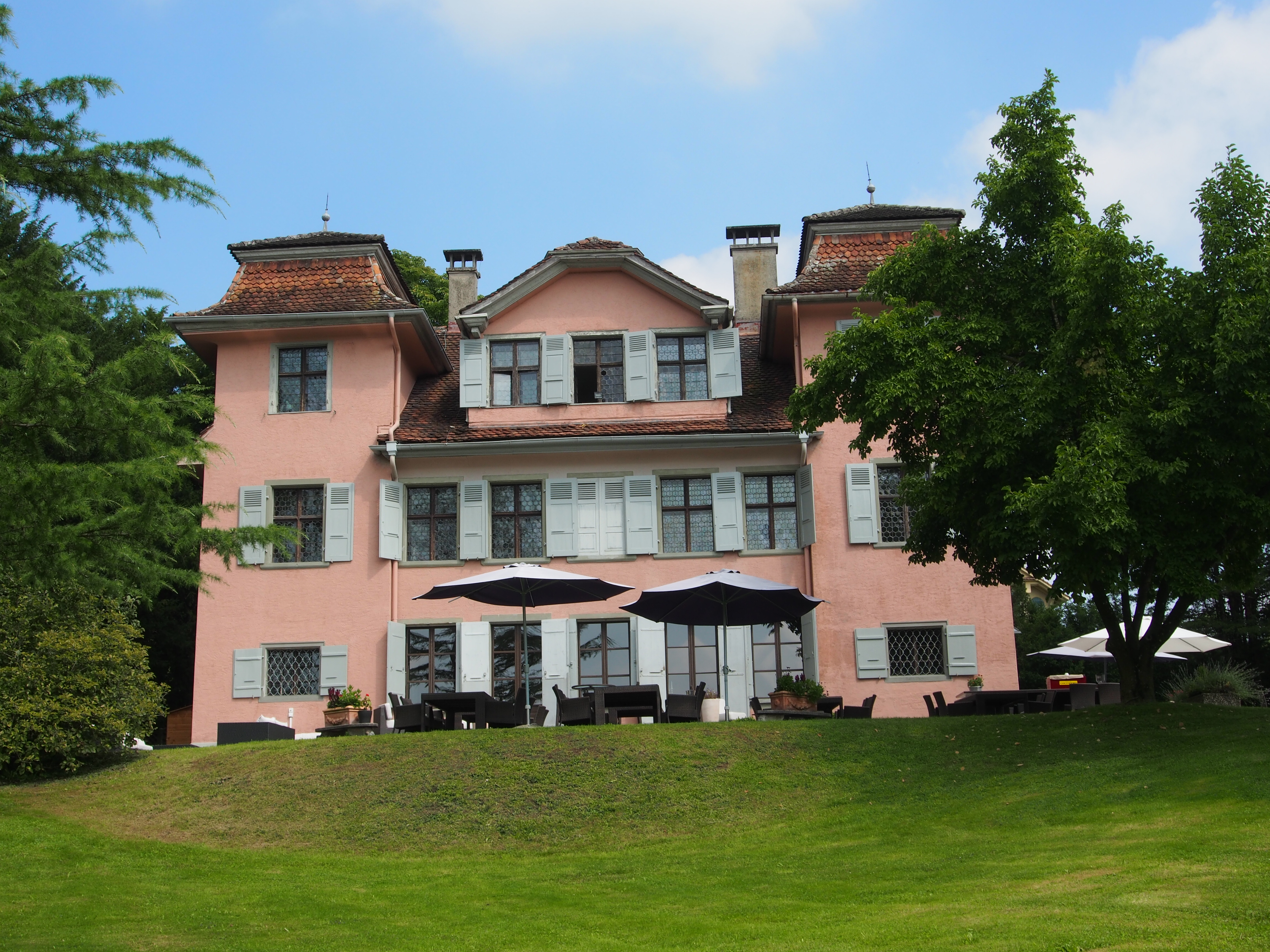
Landsitz Schlössli Utenberg

Der Dietschiberg, früher auch «Kleine Rigi» genannt, liegt am nordöstlichen Rand der Stadt Luzern (Schweiz). Der Gipfel Hombrig liegt auf einer Höhe von 684 m ü. M.

## Geographische Lage
Obwohl der Dietschiberg das Wort Berg im Namen enthält, ist er eher als Hügel zu bezeichnen bei einer Höhe von lediglich 684 m ü. M. und einer Schartenhöhe von 134 Metern. Der Hügel befindet sich in den Gemeinden der Stadt Luzern im Süden und Westen, Adligenswil im Süden und Osten sowie Ebikon im Norden.

## Tourismus
Der Dietschiberg ist ein sehr beliebtes Naherholungsgebiet der umliegenden Gemeinden mit vielen Spazier- und Wanderwegen. Ebenfalls ist das Biken auf den Wegen sehr beliebt. Seit dem Jahr 1921 befindet sich zudem ein Golfplatz auf der Kuppe des Hügels. Der Platz wurde bereits 1925 von neun auf 18 Loch ausgebaut. Die Anlage ist seit 1997 im Besitz des Lucerne Golf Club. Der exklusive Verein besitzt zudem ein Clubhaus aus der Gründerzeit der Anlage.
Auf halber Höhe auf 552 m ü. M. befindet sich der Landsitz Schlössli Utenberg. Der Bau steht unter Schutz und gilt als Kulturgut des Kantons Luzern. Heute ist der Landsitz im Besitz der Stadt Luzern und wird als Restaurant genutzt und bildet damit ein beliebtes Ausflugsziel.

## Öffentlicher Verkehr
Von 1912 bis ins Jahr 1978 führte die Dietschibergbahn (DBB), eine 1243 Meter lange Standseilbahn, hinauf auf den Hügel. 1978 wurde der Betrieb eingestellt. Als Relikt sind die Tal- und Bergstation noch immer erhalten. Beide wurden zu Wohnhäuser umgenutzt.
Eine Freiluft-Modelleisenbahn wurde vom dortigen Golfclub aufgekauft und zuerst verkleinert, später stillgelegt.
Heute ist der Hügel nicht mehr dem öffentlichen Verkehr angeschlossen. An der Westseite des Hügels befindet sich die Bushaltestelle «Klinik St. Anna». Von dort ist der Gipfel innert 30 Minuten zu Fuss erreichbar.

## Landwirtschaft
Der Dietschiberg ist ein teilweise bewaldeter Hügel mit landwirtschaftlicher Nutzung. Auf der westlichen Seite des Hügels befindet sich der Hof Lamperdingen, in südwestlicher Richtung der Hof Utenberg. In östlicher Richtung ausgehend vom höchsten Punkt befindet sich über dem Dorf Adligenswil der Hof Dalacheri.